# Mikko
Mikko (Aussprache: 'mi:kɔ) ist ein finnischer männlicher Vorname, der auch im estnischen Sprachraum vorkommt.

## Bedeutung
Mikko ist eine Form von Michael bzw. des skandinavischen und finnischen Mikael.

## Namenstag
Namenstag in Finnland ist der 29. September.

## Namensträger

### Vorname
- Mikko Eloranta (* 1972), finnischer Eishockeyspieler
- Mikko Hietanen (1911–1999), finnischer Marathonläufer
- Mikko Hirvonen (* 1980), finnischer Rallyefahrer
- Mikko Huhtala (* 1952), finnischer Ringer
- Mikko Hyppönen (* 1969), finnischer Redner und Autor
- Mikko Ilonen (* 1979), finnischer Golfer
- Mikko Koivu (* 1983), finnischer Eishockeyspieler
- Mikko Kokslien (* 1985), norwegischer Nordischer Kombinierer
- Mikko Kuningas (* 1997), finnischer Fußballspieler
- Mikko Lehtonen (* 1987), finnischer Eishockeyspieler
- Mikko Leppilampi (* 1978), finnischer Schauspieler und Musiker
- Mikko Lindström (* 1976), finnischer Gitarrist
- Mikko Mäkelä (* 1965), finnischer Eishockeyspieler
- Mikko Meriläinen (1927–2015), finnischer Skisportler
- Mikko Oivanen (* 1986), finnischer Volleyballspieler
- Mikko Ronkainen (* 1978), finnischer Freestyle-Skier
- Mikko Ruutu (* 1978), finnischer Eishockeyspieler
- Mikko Sumusalo (* 1990), finnischer Fußballspieler

### Familienname
- Marianne Mikko (* 1961), estnische Politikerin